# Ishihara Shintarō
Ishihara Shintarō (石原 慎太郎 (Thạch Nguyên Thận Thái Lang)  sinh ngày 30 tháng 9 năm 1932 - mất ngày 1 tháng 2 năm 2022) là một chính trị gia phái hữu cực đoan của Nhật Bản. Ông là thị trưởng của thành phố Tokyo suốt 4 nhiệm kỳ liên tục kể từ năm 1999 đến 31/10/2012. Trước đó, ông từng giữ các chức vụ: Cục trưởng Cục Môi trường (thời Thủ tướng Fukuda Takeo), Bộ trưởng Bộ Giao thông vận tải (thời Thủ tướng Takeshita Noboru). Ông trúng cử đại biểu Hạ viện 8 kỳ liên tục từ năm 1972 đến năm 1995, đại biểu Thượng viện từ năm 1968 đến năm 1972. Trong cuộc Tổng tuyển cử năm 2012, Ishihara một lần nữa trúng cử đại biểu Hạ viện.
Ishihara Shintarō còn là diễn viên, nhà văn.

## Thiếu thời và sự nghiệp văn chương
Ishihara Shintarō sinh ra ở Suma-ku, Kobe. Cha ông, Ishihara Kiyoshi là một nhân viên, sau đó trở thành Tổng giám đốc của một công ty vận tải hàng hải. Shintarō lớn lên tại Zushi thuộc Kanagawa. Năm 1952, ông nhập học tại Đại học Hitotsubashi và tốt nghiệp năm 1956.
Hai tháng sau khi tốt nghiệp, Shintarō nhận Giải thưởng Akutagawa Prize - một giải thưởng cao quý nhất về văn học Nhật Bản - với tác phẩm Taiyō no kisetsu (太陽の季節). Người em trai của ông là Ishihara Yujiro đóng một vai phụ trong bộ phim chuyển thể từ tiểu thuyết này và cả hai nhanh chóng trở thành một thần tượng của giới trẻ.
Trong đầu thập niên 1960, Ishihara Shintarō chủ yếu tập trung vào công việc viết lách, sáng tác các tiểu thuyết, kịch,... và một phiên bản phổ nhạc của Treasure Island. Một tiểu thuyết của ông viết năm 1982 tên là Đất nước bị mất mát nói lên một tương lai giả tưởng về việc Nhật Bản nằm dưới tầm ảnh hưởng của Liên Xô. Ông cũng điều hành một công ty về ngành rạp hát, sân khấu, và từng đi du lịch đến Bắc Cực bằng chiếc du thuyền riêng mang tên The Contessa và đi xuyên Nam Mỹ bằng xe gắn máy. Ông đã viết hồi ký về những chuyến đi này và quyển hồi ký trở thành một tác phẩm bán chạy.
Từ năm 1966 trở về sau, ông đảm trách về mảng Chiến tranh Việt Nam theo yêu cầu của Yomiuri Shimbun. Trải nghiệm này đã góp phần thúc đẩy ông tham gia vào chính trị sau đó.

## Sự nghiệp chính trị
Năm 1968, Ishihara tham gia tranh cử với tư cách là ứng cử viên của Đảng Dân chủ Tự do Nhật Bản (LDP) trong cuộc bầu cử Tham Nghị viện. Ông là ứng cử viên Dân chủ Tự do được nhiều phiếu ủng hộ nhất vào lúc đó (3 triệu phiếu). Sau 4 năm làm đại biểu Tham Nghị viện, Ishihara tiếp tục tranh cử đại biểu củaChúng Nghị viện, đại diện cho Quận 2 Tōkyō và lại trúng cử.
Trong thời kỳ làm Nghị viên, Ishihara thường xuyên chỉ trích Đảng Dân chủ Tự do. Năm 1973 ông cùng với 30 nhà lập pháp của Đảng Dân chủ Tự do thành lập một nhóm chống Cộng mang tên "Thanh Lam Hải" (清嵐海, Seirankai, có nghĩa là "cơn bão biển trong sáng"); một tổ chức đã gây tai tiếng trong truyền thông Nhật Bản vì sealing a pledge of unity in their own blood. Lý do Ishihara tham gia tổ chức này là vì ông ta cho rằng nước Nhật sau Chiến tranh thế giới thứ hai đã từ bỏ những giá trị truyền thống và khẳng định chỉ có một "cơn bão" mới có thể quét sạch bầu không khí "hôi thối" hiện tại với việc kinh tế và sự giàu có của cá nhân là giá trị được đề cao.
Ishihara tham gia tranh cử Thị trưởng Tōkyō năm 1975 nhưng thất bại truốc đối thủ là Minobe Ryokichi của Đảng Xã hội Chủ nghĩa. Sau đó ông tiếp tục quay lại hoạt động chính trị trên Chúng Nghị viện và dần dần thăng quan tiến chức trong nội bộ Đảng cầm quyền: làm Tổng giám đốc của Cục Môi trường dưới thời Fukuda Takeo (1976) và Bộ trưởng Giao thông Vận tải dưới thời Takeshita Noboru (1989). Trong thập niên 1980, là một chính trị gia nổi bật của Đảng Dân chủ Tự do tuy nhiên ông chưa nhận đủ sự ủng hộ để có thể thành lập một phe phái riêng do mình lãnh đạo và leo lên cao hơn trong nấc thang chính trị quốc gia.
Năm 1989, sau khi thất bại trong cuộc tranh cử chức Chủ tịch Đảng Dân chủ Tự do, Ishihara chuyển sự chú ý của mình đến phương Tây thông qua việc cùng viết tác phẩm "No" to ieru Nippon (「NO」と言える日本) với chủ tịch tương lai của Sony là Akio Morita. Tác phẩm có nội dung kêu gọi người dân Nhật Bản đứng lên chống lại Hoa Kỳ.
Ishihara giã từ cuộc sống chính trị vào năm 1995, chấm dứt 25 năm làm Nghị viên. Vào năm 1999, ông tham gia tranh cử với tư cách là ứng cử viên độc lập và trúng cử chức Thị trưởng Thành phố Tōkyō.

## Quan điểm chính trị
Ishihara thường được miêu tả là một trong những nhà chính trị "cực hữu" tiêu biểu nhất của nước Nhật. Đài phát thanh ABC của nước Úc gọi ông là "Le Pen của Nhật Bản".

### Chính sách trong thời kỳ làm Thị trưởng
- Cắt giảm chi tiêu cho các dự án hệ thống giao thông công cộng, kể cả kế hoạch xây dựng tuyến Tàu điện ngầm Đô Doanh mới. Đồng thời đề xuất kế hoạch tư nhân hóa hoặc cho tư nhân thuê nhiều cơ sở vật chất của hệ thống này.[7]
- Đưa ra sắc thuế mới đánh trên tổng lợi nhuận của ngân hàng (chứ không phải là lợi nhuận thực).[15]
- Đưa ra sắc thuế mới đối với các khách sạn, đánh trên mức độ thuê phòng.[16]
- Đưa ra các quy định hạn chế các phương tiện cơ giới dùng nhiên liệu dầu diesel lưu thông sau sự kiện Ishihara cầm một chai đầy bồ hóng do động cơ diesel thải ra khi phát biểu trước công chúng.[17]
- Đề xuất cho mở cửa các sòng bạc tại quận Odaiba.[7]
- Tuyên bố rằng năm 2005 Tōkyō sẽ tranh cử vị trí đăng cai Thế vận hội Mùa hè 2016, nỗ lực này phần nào bị trở ngại trước việc Fukuoka cũng đăng ký tham gia tranh cử.[18]
- Dùng ngân sách thu từ thuế để thành lập Ngân hàng ShinGinko Tokyo nhằm cấp tín dụng cho các doanh nghiệp nhỏ và vừa. Ngân hàng này đã thiệt hại khoảng 1 tỉ Mỹ kim do đánh giá nguy cơ khách hàng không đầy đủ.[19]

### Đối ngoại
Ishihara là một bằng hữu thân thiết của gia đình Aquino tại Philippines. Ông là người đầu tiên thông báo với Tổng thổng Philippines tương lai là Corazon Cojuangco Aquino về việc chồng bà, Thượng nghị sĩ Benigno S. Aquino, Jr. bị ám sát vào ngày 21 tháng 8 năm 1983.
Ishihara thường chỉ trích các chính sách đối ngoại của Nhật Bản là thiếu quả quyết. Khi nói về mối quan hệ Nhật-Mỹ, ông nói rằng "Quốc gia mà tôi không thích nhất xét trên quan hệ Nhật-Mỹ là Nhật Bản, tại vì nó là một quốc gia không thể tự quyết định được." Đối với chính sách thiên về hướng ôn hòa của Hatoyama Yukio đối với CHND Trung Hoa, mặc dù Ishihara đồng tình rằng các quốc gia đều muốn hòa bình, nhưng ông nhận định Hatoyama là một "người đa cảm" và là "tên ngốc" không biểu biết gì về chính sách dùi cui, đồng thời việc Hatoyama trúng cử là "dấu hiệu của sự yếu kém ở Nhật Bản". Bản thân Ishihara cho rằng đã đến lúc Nhật Bản áp dụng chính sách dùi cui thay cho chính sách hòa hoãn mà Hatoyama đang áp dụng.
Ishihara cũng có thái độ chỉ trích đối với chính phủ của CHND Trung Hoa. Ông đã mời Đạt Lai Lạt Ma và Tổng thống Trung Hoa Dân quốc Lý Đăng Huy đến Tokyo, điều này đã chọc giận phía CHND Trung Hoa. Sau chiến dịch vận động để Tokyo trở thành nơi đăng cai Thế vận hội Mùa hè 2016, Ishihara đã có phần giảm bớt sự chỉ trích của mình đối với CHND Trung Hoa. Ông đã chấp nhận lời mời tham dự Thế vận hội Mùa hè 2008 ở Bắc Kinh và được chọn làm người cầm đuốc của Nhật Bản tại Cuộc rước đuốc của Thế vận hội 2008.
Ishihara cũng thể hiện rõ lập trường chống phương Tây và Hoa Kỳ của mình. Trong thập niên 1990 ông nổi tiếng là một người bảo vệ các giá trị truyền thống châu Á và chống lại các giá trị tự do dân chủ theo kiểu phương Tây. Đặc biệt, mặc dù luôn có quan điểm chống lại chính thể CHND Trung Hoa, Ishihara đã ủng hộ các luận điểm của CHND Trung Hoa khi họ phản đối việc Thủ tưởng Anh chỉ trích vấn đề nhân quyền của CHND Trung Hoa. Lúc đó phía CHND Trung Hoa đã chỉ ra rằng trong quá khứ thực dân Anh đã cắm những tấm biển mang tính chất kỳ thị như "cấm chó và người Trung Quốc vào" ở Thượng Hải. Năm 1992 Ishihara cùng với Thủ tướng Malsysia Mahathir Mohamad viết tác phẩm 'No' To Ieru Ajia thể hiện rõ ràng lập trường của mình trong chính sách đối với Hoa Kỳ.
Ishihara có nhiều quan tâm tới vấn đề bắt cóc người dân ở CHDCND Triều Tiên và đã kêu gọi trừng phạt về kinh tế đối với quốc gia này.
Trong một buổi phỏng vấn thực hiện bởi David McNeil đăng trên báo The Independent, Ishihara đã kêu gọi vũ trang Nhật Bản bằng vũ khí hạt nhân, điều mà ông cho rằng có thể thực hiện trong vòng một năm. Ishihara cho rằng các quốc gia "kẻ thù" (và cũng là láng giềng) của Nhật Bản như CHND Trung Hoa, Nga, CHDCND Triều Tiên đều có vũ khí hạt nhân, và các thành viên của Hội đồng Bảo an Liên Hợp Quốc cũng có vũ khí hạt nhân. Sự "kiêu ngạo" của CHND Trung Hoa phần nào cũng do sự thiếu hụt vũ khí hạt nhân của Nhật Bản. Ông cũng cho rằng các cuộc đấu tranh ngoại giao "có nghĩa là vũ khí hạt nhân".
Ngày 15 tháng 4 năm 2012, tại Washington DC, Hoa Kỳ, Ishihara tuyên bố mong muốn chính quyền Tokyo bỏ tiền ra mua lại đất đai của quần đảo Senkaku/Điếu Ngư (hiện đang thuộc sở hữu của tư nhân) đang tranh chấp với CHDN Trung Hoa nhằm khẳng định chủ quyền của Nhật Bản đối với vùng lãnh thổ này. Phát biểu này đã gây phẫn nộ trong dư luận Trung Hoa và gây căng thẳng giữa chính phủ hai nước Trung-Nhật.

### Những phát biểu gây tranh cãi
Ishihara cũng nổi tiếng với những phát biểu nhạy cảm gây nhiều tranh cãi và cả nhiều chỉ trích từ trong và ngoài Nhật Bản.

#### Các phát biểu mang tính bài ngoại
Năm 1984, Ishihara thành lập Hội Ái hữu giữa các nghị viên Nhật Bản với các đại biểu quốc hội của chính quyền Apartheid ở Nam Phi lúc đó. Với tư cách là người sáng lập, Ishihara đã công khai ủng hộ chủ nghĩa Apartheid ở Nam Phi.
Vào tháng 11 năm 1999, Ishihara nói với Takeshi Noda - sĩ quan của cơ quan cảnh sát của thủ đô Tokyo rằng, trong trường hợp một thảm họa tự nhiên xảy ra, "có khả năng những người nước ngoài cư trú bất hợp pháp sẽ thực hiện những hành động vượt ra ngoài tầm kiểm soát."
Ngày 9 tháng 4 năm 2000, trong một bài phát biểu trước các binh sĩ thuộc Cục Phòng vệ Nhật Bản, Ishihara tuyên bố rằng những người nước ngoài và bọn tam quốc nhân (三国人, một từ ngữ thường được dùng với ý nghĩa miệt thị ở Nhật) đã liên tiếp gây ra nhiều tội ác tàn bạo ở Nhật Bản, và cho rằng trong trường hợp thiên tai xảy ra ở Nhật Bản thì những nhóm người này nhiều khả năng sẽ gây ra bạo loạn. Phát biểu này đã gây ra nhiều sợ hãi cùng với áp lực đòi từ chức và yêu cầu xin lỗi từ phía người Triều Tiên ở Nhật Bản. Sau đó Ishihara đã giải thích rằng:
| “                    | :Ý tôi ám chỉ đến những tam quốc nhân nhập cư một cách bất hợp Pháp đến Nhật Bản. Tôi cho rằng vài người không hiểu từ đó vì vậy tôi đã giải nghĩa nó và dùng chữ ngoại quốc nhân, tức người nước ngoài. Tuy nhiên hôm đó là một ngày nghỉ lễ của báo chí và vì vậy các cơ quan thông tấn đã cố tình nhấn mạnh phần "tam quốc nhân" và gây ra vấn đề. :... Sau thế chiến thứ hai, khi Nhật Bản bại trận, những người gốc Hoa và gốc Triều Tiên đã khủng bố, cướp đoạt tài sản và nhiều khi hành hung người Nhật. Lúc đó thì từ ấy đã được sử dụng, vì vậy nó không phải là từ được dùng để miệt thị họ. Nói đúng ra là chúng tôi sợ họ. :... Không cần thiết phải xin lỗi. Tôi rất ngạc nhiên vì phản ứng quá lớn trước phát biểu của tôi. Để tránh bất cứ hiểu lầm nào, tôi quyết định sẽ không dùng từ đó nữa. Thật đáng tiếc khi từ này lại được hiểu theo cách nghĩ như vậy. | ” |
| — Ishihara Shintarō, | |   |

Phần nhiều những lời chỉ trích về phát biểu của Ishihara xoay quanh từ tam quốc nhân, nó là từ ám chỉ những người Hán và người Triều Tiên sống và làm việc tại Nhật Bản; nhiều người trong số đó đã bị những đám đông cuồng nộ người Nhật giết hại sau Đại thảm họa động đất Kantō 1923.
Vào ngày 20 tháng 2 năm 2006, Ishihara nói rằng: "Bây giờ Roppongi gần như là một khu vực của người nước ngoài. Người gốc Phi — tôi không ám chỉ người Mỹ gốc Phi — những kẻ không biết tiếng Anh tại đó đang làm những trò mà chả ai biết được. Điều này sẽ dẫn đến những loại hình phạm tội mới như ăn trộm xe hơi. Chúng ta nên để cho những người thông minh vào cư trú."
Ngày 17 tháng 4 năm 2010, Ishihara tuyên bố "nhiều nhà làm luật thâm niên thuộc các đảng của liên minh cầm quyền hiện nay là những người nước ngoài du nhập vào Nhật Bản hoặc là con cháu của những người đó". Vì vậy lãnh đạo của Đảng Dân chủ Xã hội Nhật Bản là Fukushima Mizuho đã từng tính kiện ông ta ra tòa.
Trong lễ khai trương một trường đại học năm 2004, Ishihara tuyên bố rằng tiếng Pháp không xứng đáng trở thành một ngôn ngữ thế giới vì nó là "một thứ tiếng không ai tin tưởng được", ám chỉ đến hệ thống số đếm của Pháp dựa trên hệ nhị thập phân đối với các số từ 1 đến 99 chứ không dùng hệ thập phân. Tuyên bố này đã khiến nhiều trường dạy ngoại ngữ đâm đơn kiện ông vào năm 2005. Ishihara sau đó tuyên bố trên một bản tin truyền hình rằng ông không định có thái độ thiếu tôn trọng đối với văn hóa Pháp bằng cách bày tỏ niềm yêu thích của mình đối với văn học Pháp.

#### Phát biểu gây tranh cãi về lịch sử
Năm 1990, Ishihara phát biểu trong một cuộc phỏng vấn trên tạp chí Playboy rằng Thảm sát Nam Kinh là một câu chuyện hoang đường: "Nhiều người đã nói rằng người Nhật đã thực hiện một cuộc thảm sát nhưng điều đó là không đúng sự thật. Đó là một câu chuyện được bịa đặt bởi người Trung Quốc. Nó đã làm vấy bẩn hình ảnh của Nhật Bản, nhưng đó là điều dối trá." Ông vẫn tiếp tục biện bạch cho nhận xét này của mình bất chấp làn sóng phản đối mạnh mẽ đã bùng lên sau đó. Ishihara cũng ủng hộ bộ phim Nankin no shinjitsu có nội dung cho rằng Thảm sát Nam Kinh chỉ là một sự tuyên truyền.
Ishihara cũng tuyên bố rằng việc Đế quốc Nhật Bản xâm lược Triều Tiên hoàn toàn được bào chữa nhờ vào những áp lực lịch sử từ nhà Thanh và Đế quốc Nga.

#### Phát biểu về trận động đất Sendai 2011
Khi nói về Động đất Tōhoku vào năm 2011, ông nói thảm họa này là do Trời phạt dân Nhật bởi vì họ quá tham lam:
| “                   | Đặc điểm của nước Mỹ là tự do. Đặc điểm của nước Pháp là tự do, bình đẳng, bác ái. Nước Nhật không có những đặc điểm đó. Chỉ có sự tham lam. Tham lam vật chất, tham lam tiền bạc. Sự tham lam này gắn với chủ nghĩa dân túy. Cần để cho mọi thứ đó cuốn trôi sạch theo sóng thần. Trong nhiều năm trái tim người Nhật luôn luôn gắn liền với tội lỗi. Đặc điểm của người Nhật là tham lam. Cần nhân đợt sóng thần này mà rửa sạch sự tham lam đó. Tôi cho rằng đây là sư trừng phạt của Trời. | ” |
| — Ishihara Shintarō | |   |

Tuy nhiên, ông cũng nhận xét rằng các nạn nhân của thảm họa này thật là đáng thương.
Bài phát biểu này đã nhanh chóng gây ra nhiều tranh cãi và nhiều ý kiến phẫn nộ từ dư luận trong lẫn ngoài nước Nhật. Bản thân thị trưởng của Miyagi đã bày tỏ sự không hài lòng về phát biểu của Ishihara, ông cho rằng Ishihara phải suy nghĩ đến những nạn nhân của thảm họa sóng thần. Sau đó, Ishihara đã phải xin lỗi về lời phát biểu này.

#### Các phát biểu gây tranh cãi khác
Trong một cuộc phỏng vấn trên tạp chí dành cho phụ nữ Shukan Josei vào năm 2001, Ishihara tuyên bố ông tin rằng "những phụ nữ lớn tuổi sau khi không còn khả năng sinh sản là đồ vô dụng và mắc một tội lỗi," giải thích thêm là "không thể nào nói như thế với tư cách một chính trị gia." Ông đã bị Hội đồng Thành phố Tōkyō chỉ trích về phát biểu này, nhưng trả lời rằng các chỉ trích đó xuất phát từ sự xúi giục của các "bà già bạo ngược".
Trong một cuộc họp báo của Ủy ban Olympic Quốc tế diễn ra ở Tokyo năm 2009, Ishihara bác bỏ một lá thư khiếu nại của nhà hoạt động môi trường Paul Coleman với nội dung chỉ trích sự trái ngược giữa chính sách chặt phá rừng ở vùng núi Minamiyama - khu vực gần vùng núi nằm gần nhất so với trung tâm Tokyo - với khẩu hiệu tranh cử đăng cai thế vận hội 2016 của Tokyo là "Xanh hơn bao giờ hết" (THE GREENEST EVER). Ishihara đã nói rằng Coleman "Chỉ là một người nước ngoài, không đáng quan tâm." Sau đó khi nhà báo Yokata Hajime tiếp tục cật vấn về vấn đề này, Ishihara nói rằng "Minamiyama là một Núi Quỷ ăn thịt trẻ em", giải thích tại sao một khu rừng không được quản lý có thể "ăn thịt trẻ em", và sau đó hỏi ngược lại Yokota là "anh thuộc dân tộc nào vậy" ám chỉ Yokata là kẻ phản bội lại dân tộc mình. Đoạn phát biểu này được ghi lại và phát tán trên thế giới .
Vào năm 2000, Ishihara, với tư cách là một trong 8 giám khảo của giải thưởng văn học Akutagawa, nhận xét rằng đồng tính luyến ái là một chuyện bất bình thường. Nhận xét này đã gây phẫn nộ trong cộng đồng người đồng tính Nhật Bản.
Trong Thế vận hội 2012, Ishihara phát biểu: "Người phương Tây tập judo giống như là mấy con quái vật đang đánh nhau. Bộ phận Judo quốc tế hóa đã mất đi sự lôi cuốn." Ông minh họa thêm rằng: "Ở Brasil người ta thêm sôcôla vào món norimaki, nhưng tôi sẽ không xem nó là một loại sushi. Judo cũng trở nên giống như vậy đó."

## Các tác phẩm của Ishihara

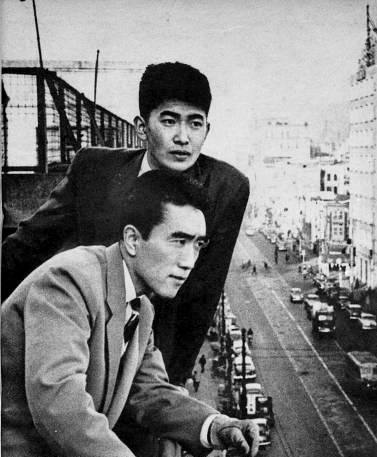
Ishihara Shintarō (cao) và Yukio Mishima (thấp) vào năm 1956.

- Taiyō no kisetsu (太陽の季節), Season of the Sun, 1956: Akutagawa Prize, The Best New Author of the Year Prize.
- Kurutta kajitsu (狂った果実), Crazed Fruit, 1956.
- Kanzen Na Yuugi (完全試合), The Perfect Game, 1956.
- Umi no chizu (海の地図), Map of the sea, 1958.
- Seinen no ki (青年の樹),  Tree of the youth.
- Gesshoku (月蝕), Lunar eclipse, 1959.
- Seishun to wa nanda (青春とはなんだ), What is youth? .
- Ōinaru umi e (大いなる海へ), To the great sea, 1965.
- Kaeranu umi (還らぬ海), Unretreating Sea 1966.
- Kaseki no mori(化石の森), Petrified forest, 1970: Minister of Education Prize
- Yabanjin no daigaku (野蛮人の大学), University of barbarian .
- 'Nō' to ieru Nihon  (「NO」と言える日本) The Japan That Can Say No (in collaboration with Akio Morita), 1989.
- Soredemo 'Nō' to ieru Nihon. Nichibeikan no kompommondai (それでも「NO」と言える日本 ―日米間の根本問題―) The Japan That Can Say No. Principle problem of the Japon-US relations, (in collaboration with Shouichi Watanabe và Kazuhisa Ogawa), 1990.
- 'Chichi' nakushite kuni tatazu  ("父"なくして国立たず), No country without "father", 1997.
- Hisai (秘祭), Secret festival .
- Seikan (生還), Survive, 1988.
- Waga jinsei no toki no toki (わが人生の時の時), The sublime moment of my life, 1990.
- Kaze ni tsuite no kioku (風についての記憶), My memory about the wind, 1994.
- Otōto (弟), Yonger brother, 1996: Mainichibungakusho Special Prize.
- Sensen fukoku 'Nō' to ieru Nihon keizai -Amerika no kin'yū dorei kara no kaihō- (宣戦布告「NO」と言える日本経済 ―アメリカの金融奴隷からの解放―), Proclamation of war, 1998.
- Hokekyō o ikiru (法華経を生きる), To live the Lotus Sutra, 1998.
- Seisan (聖餐), 1999.
- Kokka naru gen'ei (国家なる幻影), The nation, an illusion , 1999.
- Boku wa kekkon shinai (僕は結婚しない) I will not marry, 2001.
- Ima 'Tamashii' no kyōiku (いま「魂」の教育), Now, 'spirit' education, 2001.
- Oite koso jinsei (老いてこそ人生) , 2002.

Bản dịch tiếng Anh
- The Japan That Can Say No, Simon & Schuster, 1991, ISBN 0-671-72686-2. Touchstone Books, 1992, ISBN 0-671-75853-5. Cassette version ISBN 0-671-73571-3. Disk version, 1993, ISBN 1-882690-23-0.

## Sự nghiệp điện ảnh
Ishihara Shintarō đã tham gia diễn xuất trong 6 bộ phim

## Qua đời
Ông qua đời vì bệnh Ung thư tuyến tụy ở Tokyo, Nhật Bản vào ngày 1/2/2022, hưởng thọ 89 tuổi. 1 Tháng sau vợ của ông cũng đã qua đời ngày 8 tháng 3 năm 2022 hưởng thọ 84 tuổi.

## Gia đình
Ishihara Shintarō có em trai tên là Ishihara Yujirō là một diễn viên điện ảnh. Ông cưới Ishihara Noriko năm 1955. Hai người sinh được bốn con trai. Con trai cả - Ishihara Nobuteru - và con trai thứ ba - Ishihara Hirotaka - đều trở thành những chính trị gia nổi bật. Con trai thứ hai - Yoshizumi - là nghệ sĩ. Con trai út - Nobuhiro - là một họa sĩ.